# Palais Althan-Pouthon

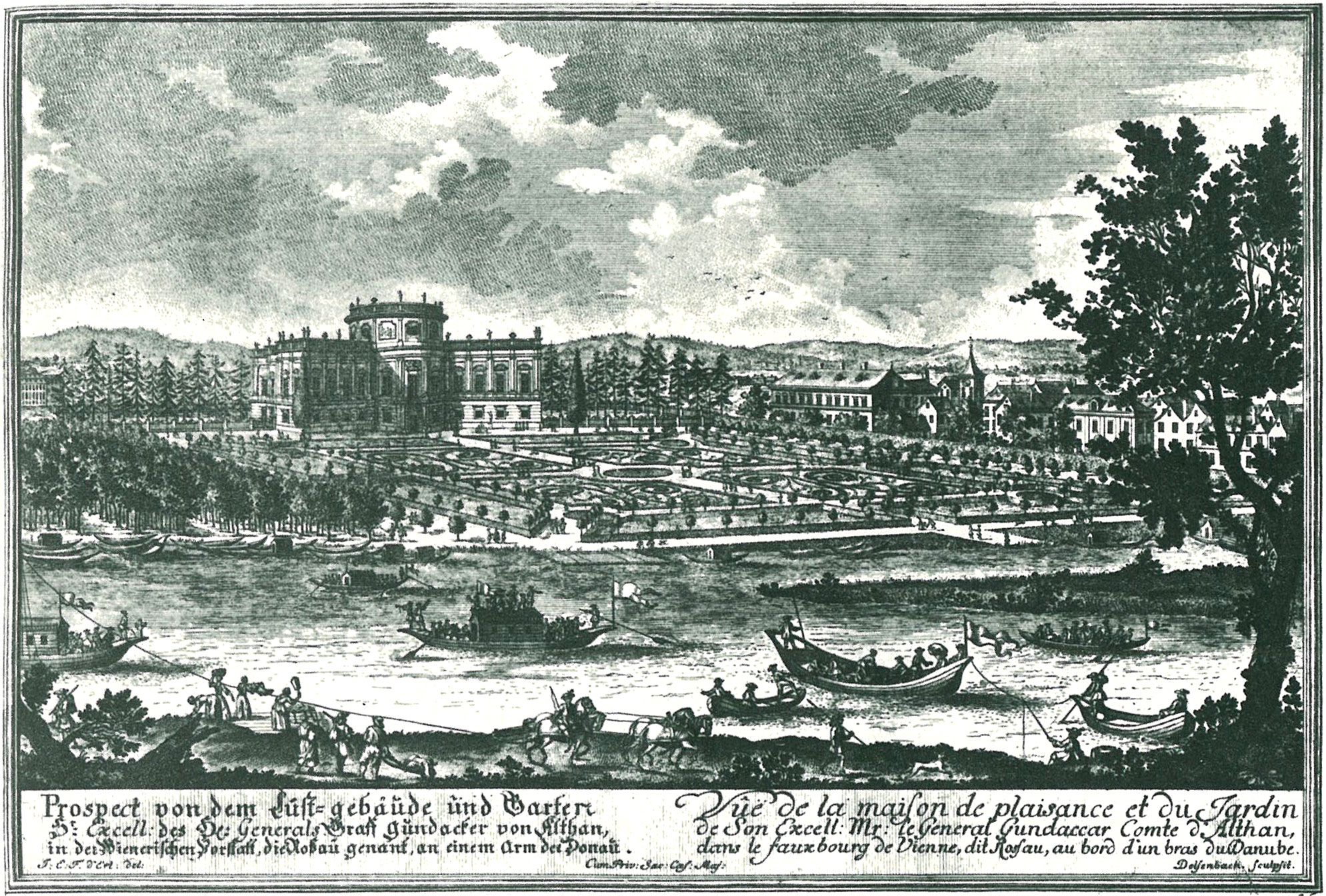
Palais Althan-Pouthon, um 1720

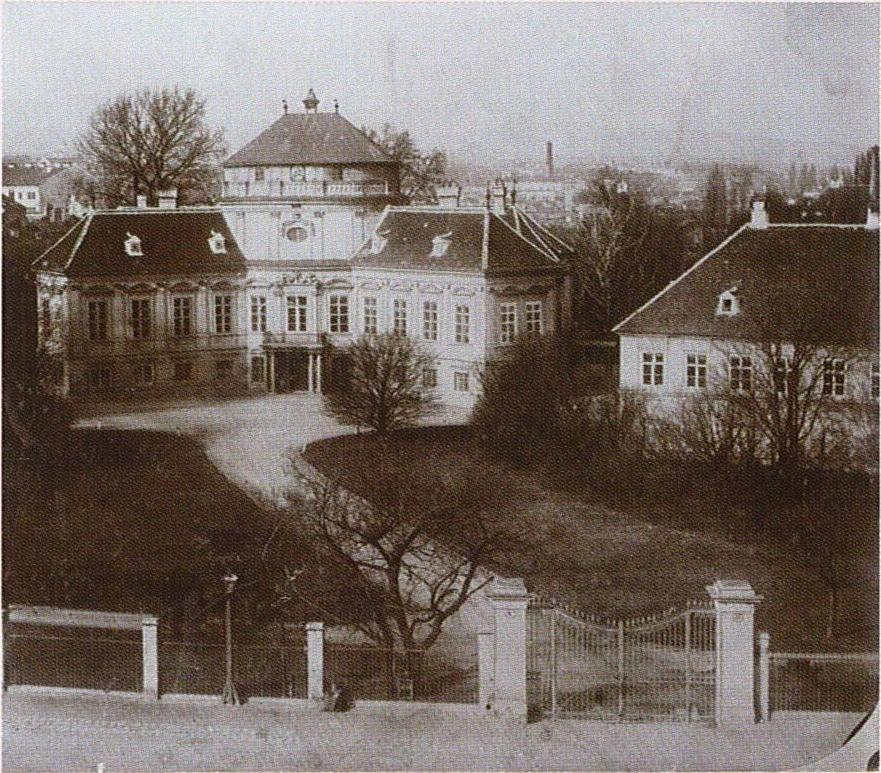
Palais Althan-Pouthon, 1869

Das Palais Althan-Pouthon war ein Palais im 9. Wiener Gemeindebezirk Alsergrund, längs der heutigen Althanstraße im Bezirksteil Althangrund.
Das ursprünglich Palais Althan genannte Gebäude wurde um 1693 von Johann Bernhard Fischer von Erlach im Auftrag von Christoph Johann Graf Althan errichtet, der 1690 am Alsergrund großen Landbesitz erwarb. Gundacker Graf Althan erbte 1706 den Besitz und verkaufte ihn 1713 an die Gemeinde Wien. Diese verkaufte das Gelände 1754.
In den Wirtschaftsgebäuden des Palais Althan war später eine Baumwollfabrik untergebracht. 1777 wurde diese von Johann Baptist Pouthon erweitert. 1869 wurde die gesamte Anlage abgerissen und der Franz-Josefs-Bahnhof errichtet. 
Heute befindet sich auf dem Areal neben dem Franz-Josefs-Bahnhof ein Bürogebäude der Bank Austria und das Universitätszentrum Althanstraße mit (u. a.) dem Pharmazie- und Geozentrum der Universität Wien und der ehemaligen Wirtschaftsuniversität Wien.
Es existierte auch ein Palais Althan im 3. Wiener Gemeindebezirk Landstraße.